# Ingrid Thulin
Ingrid Lillian Thulin (født 27. januar 1926, død 7. januar 2004) var en svensk skuespillerinde og instruktør, der blev kendt for at medvirke i flere af Ingmar Bergmans film.
Thulin voksede op i Sollefteå og gik som barn til ballet. I 1948 kom hun ind på teatret Dramaten som 22-årig. Samme år havde hun sin filmdebut i Hvor elvene bruser, der er instrueret af Åke Ohberg. I 1970'erne og 1980'erne medvirkede Ingrid Thulin i en række italienske film og boede i Rom fra 1960'erne. I 1958 blev hun tildelt prisen for bedste skuespillerinde ved filmfestivalen i Cannes og i 1964 modtog Thulin en Guldbagge for sin medvirken i Stilheden (1963).
Thulin var gift to gange, først med Claes Sylwander fra 1951 til 1955 og anden gang med Harry Schein fra 1956 til 1989. Hun ligger begravet på Boteå kyrka i Sollefteå kommun.

## Udvalgt filmografi
- Hvor elvene bruser (1948)
- Havets søn (1949)
- Flickan från tredje raden (1949)
- Hjerter knægt (1950)
- Provinspigen (1950)
- Møde med livet (1952)
- En Skærgårdsnat (1953)
- Gøngehøvdingen (1953)
- Et par kønne detektiver (1954)
- Danse-Salonen (1955)
- Femte kolonne (1956)
- Det sker i nat (1957)
- Ved vejs ende (1957)
- Livets under (1958)
- Ansigtet (1958)
- De fire ryttere (1962)
- Agostino (1962)
- Lys i mørket (1963)
- Stilheden (1963)
- Sekstet (1963)
- Det sidste skaktræk (1965)
- Hängivelse (kortfilm, 1965, også instruktør)
- Krigen er endt (1966)
- Ulvetimen (1968)
- Badarna (1968)
- Tre (1968)
- De lange knives nat (1969)
- Hvisken og råb (1972)
- En håndfuld kærlighed (1974)
- La cage (1975)
- Salon Kitty (1976)
- Cassandra-broen (1976)
- Sensommerdage (1978, også instruktør)
- 2 uheldige helte (1982)
- Efter prøven (tv-film, 1984)
- La casa del sorriso (1991)